# Trypethelium pupula
Trypethelium pupula är en lavart som först beskrevs av Erik Acharius, och fick sitt nu gällande namn av R. C. Harris. Trypethelium pupula ingår i släktet Trypethelium och familjen Trypetheliaceae.   Inga underarter finns listade i Catalogue of Life.